# Dipterocarpus insignis
Dipterocarpus insignis — вид вечнозелёных тропических деревьев из рода Диптерокарпус (Dipterocarpus) семейства Диптерокарповые (Dipterocarpaceae). Был впервые описан Джорджем Твейтсом в 1858 году.
Dipterocarpus insignis произрастает только на острове Шри-Ланка.
Охранный статус вида — CR — виды, находящиеся на грани полного исчезновения. Был предложен проект заповедника для сохранения вида.